# Enes Sipović
Enes Sipović (Sarajevo, 11 settembre 1990) è un ex calciatore bosniaco, di ruolo difensore.

## Carriera

### Club
Ha giocato nella massima serie rumena, in quella belga, in quella marocchina, in quella saudita, in quella bosniaca, in quella qatariota ed in quella indiana.

### Nazionale
Ha giocato nella nazionale bosniaca Under-21.

## Statistiche

### Presenze e reti nei club
| Stagione           | Squadra            | Campionato         | Campionato | Campionato | Coppe nazionali | Coppe nazionali | Coppe nazionali | Coppe continentali | Coppe continentali | Coppe continentali | Altre coppe | Altre coppe | Altre coppe | Totale | Totale |
| Stagione           | Squadra            | Comp               | Pres       | Reti       | Comp            | Pres            | Reti            | Comp               | Pres               | Reti               | Comp        | Pres        | Reti        | Pres   | Reti   |
| ------------------ | ------------------ | ------------------ | ---------- | ---------- | --------------- | --------------- | --------------- | ------------------ | ------------------ | ------------------ | ----------- | ----------- | ----------- | ------ | ------ |
| 2017-2018          | Berkane            | B1                 | 21         | 1          | CT              | 0               | 0               | Coppa CAF          | 6                  | 0                  | -           | -           | -           | 27     | 1      |
| 2018-feb.2019      | Ohod               | SPL                | 11         | 0          | KC              | 0               | 0               | -                  | -                  | -                  | -           | -           | -           | 11     | 0      |
| feb.-giu- 2019     | Željezničar        | PL                 | 12         | 0          | KB              | 0               | 0               | -                  | -                  | -                  | -           | -           | -           | 12     | 0      |
| 2019-gen.2020      | Željezničar        | PL                 | 15         | 1          | KB              | 0               | 0               | -                  | -                  | -                  | -           | -           | -           | 15     | 1      |
| Totale Željezničar | Totale Željezničar | Totale Željezničar | 27         | 1          |                 | 0               | 0               |                    | -                  | -                  |             | -           | -           | 27     | 1      |
| gen.-set. 2020     | Umm-Salal          | QSL                | 11         | 0          | QC              | 0               | 0               | -                  | -                  | -                  | -           | -           | -           | 11     | 0      |
| 2020-2021          | Chennaiyin         | ISL                | 18         | 0          | -               | -               | -               | -                  | -                  | -                  | -           | -           | -           | 18     | 0      |
| 2021-2022          | Kerala Blasters    | ISL                | 12+1       | 1          | -               | -               | -               | -                  | -                  | -                  | DC          | 3           | 0           | 16     | 1      |
| Totale carriera    | Totale carriera    | Totale carriera    | 91         | 3          |                 | 0               | 0               |                    | 6                  | 0                  |             | 3           | 0           | 100    | 3      |

## Palmarès

### Club

#### Competizioni nazionali
- Campionato rumeno: 1

Oțelul Galați: 2010-2011